# Ронта, Кинон, Тав
Ронта, Кинон, Тав (англ. и валл. Rhondda Cynon Taf) — унитарная административная единица Уэльса со статусом города-графства (англ. county borough).
Унитарная единица образована Актом о местном управлении 1994 года путём объединения районов Кинон-Вэлли, Ронта и Тав-Эли традиционного графства Монмутшир.
Область расположена в южном Уэльсе и граничит с областями Бридженд и Нит-Порт-Толбот на западе, Поуис на севере, Мертир-Тидвил и Кайрфилли на востоке, Кардифф и Вейл-оф-Гламорган на юге.
Основными городами являются Абердэр, Маунтин-Аш и Понтиприт.